# Сава Мірков
Сава Мірков (болг. Сава Милков Мирков); нар. 15 червня 1850, Беброво — пом. 9 серпня 1927, Софія — болгарський військовий лікар, волонтер, офіцер, полковник. Один з засновників військової медицини в Болгарії. Член болгарського літературного товариства.

## Біографія
Народився 15 червня 1850 в селі Беброво. Закінчив Духовну семінарію в Києві (1871) та медичний факультет Московського університету (1876). Він почав медичну практику польового лікаря в Орловській губернії (1876).
Брав участь як доброволець в Сербсько-турецькій війні (1876). Під час Російсько-турецької війни (1877—1878) був лікарем Другого Ополченського батальйону Болгарського ополчення.
Під час Сербсько-болгарської війни (1885) був головним лікарем Болгарської армії (1882–1891). Підтримав включення Болгарії в міжнародну організацію Червоний Хрест. Член Медичної ради (1883–1884).
З 1898 — член Болгарського літературного товариства. Голова Природничо-математичного відділення Болгарської академії наук (1926-1927). Член Союзу болгарських вчених, письменників та художників.